# 大阪市立美術館
大阪市立美術館（おおさかしりつびじゅつかん）は、大阪市天王寺区の天王寺公園内にある美術館。当地には1914年（大正3年）に住友家本邸が建てられたが、後に住友家から美術館建設を目的に日本庭園「慶沢園」とともに敷地を寄贈され、1936年（昭和11年）に旧本邸跡地に開館した。2019年より地方独立行政法人である大阪市博物館機構が運営している。

## 施設
本館は伊藤正文と海上静一によって設計された。1927年（昭和2年）12月から建設に着手したが、世界恐慌の影響で工事が中断したこともあり、10年近くの歳月を費やして1936年（昭和11年）4月に完成した。鉄骨鉄筋コンクリート構造の地下1階、地上3階、塔屋1階付にして建築面積は4,033平方メートル、延床面積は12,716平方メートルである。
太平洋戦争突入後の1942年（昭和17年）には陸軍に接収され、戦争末期には高射第3師団司令部が置かれた。1945年（昭和20年）から1947年（昭和22年）までは占領軍が接収したため活動休止を余儀なくされた。
美術館に併設している美術研究所は1946年（昭和21年）に創設され、素描、絵画、彫塑の実技研究を行っている。同研究所からは白髪一雄、吉原英雄、村岡三郎など多くの作家を輩出してきた。また、美術館友の会も組織されており、日曜洋画会などの活動を行っている。
1992年（平成4年）には公募展などの増加に対応するため、複数の美術団体展を併催できる地下展覧会室（4室）が増築された。
2015年（平成27年）には美術館の建物が国の登録有形文化財に登録された。
耐震補強及び設備の全面更新のため、2022年（令和4年）10月から休館し、2025年（令和7年）3月1日にリニューアルオープンした。

## 主な収蔵品

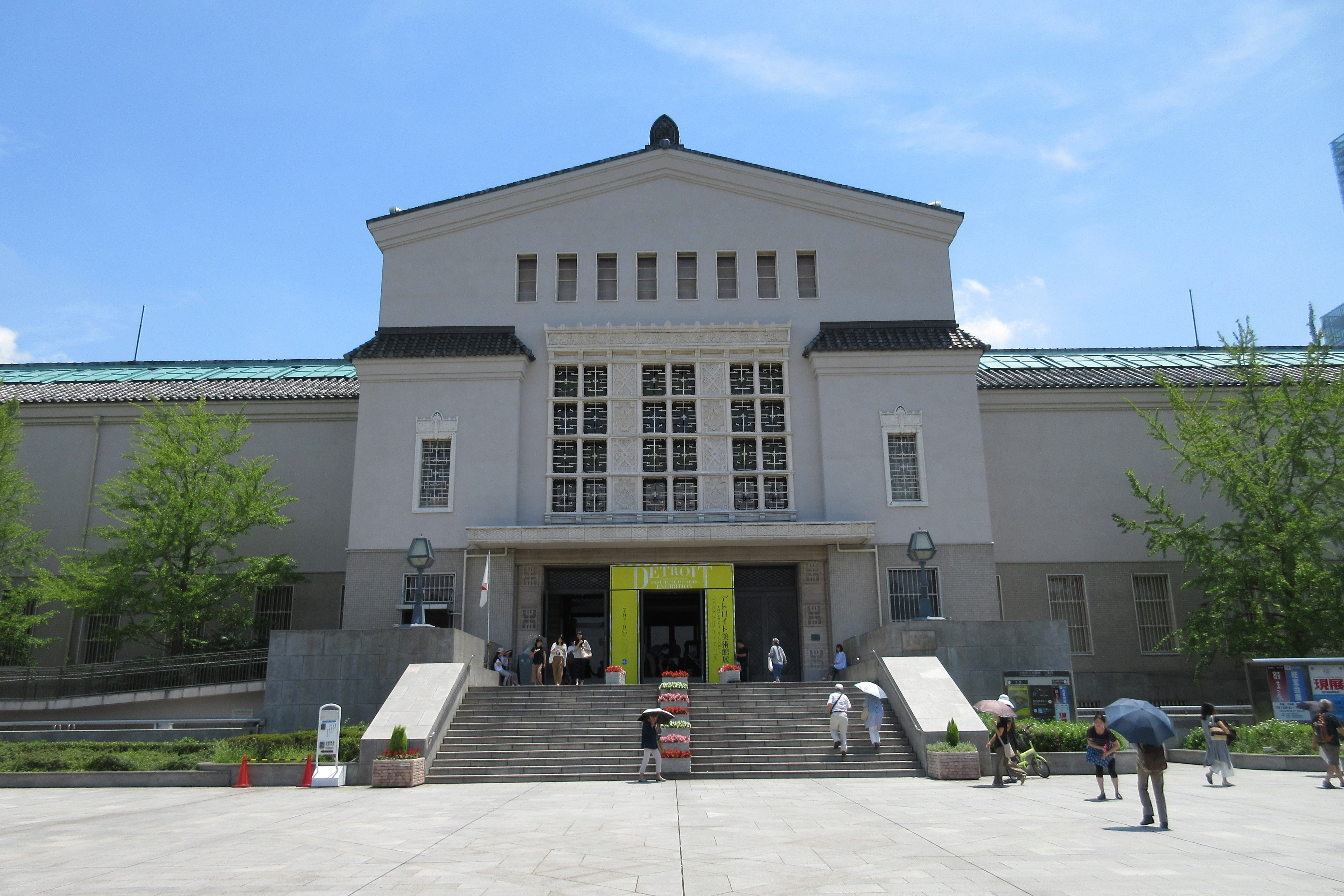
正面入口

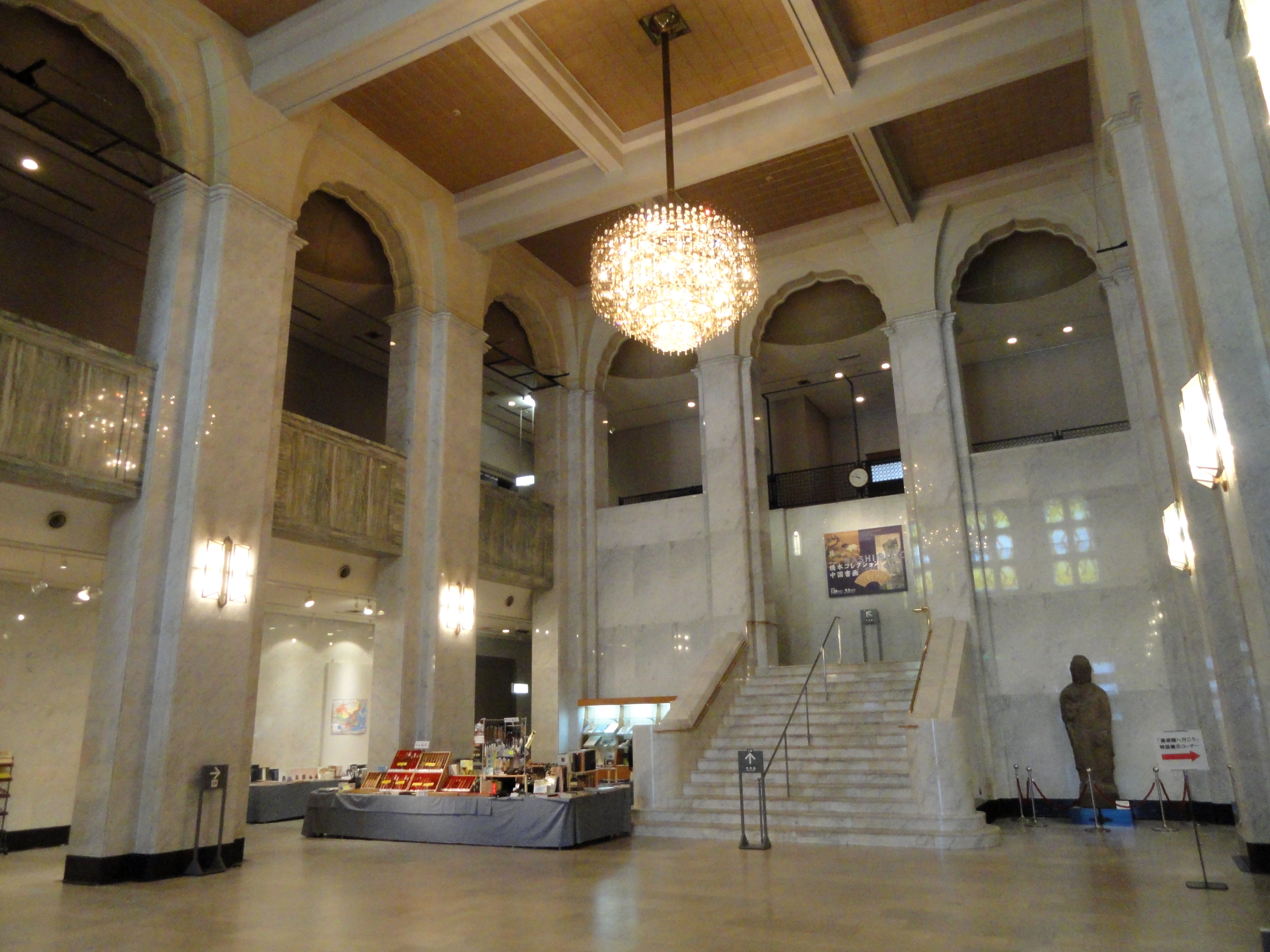
中央ホール

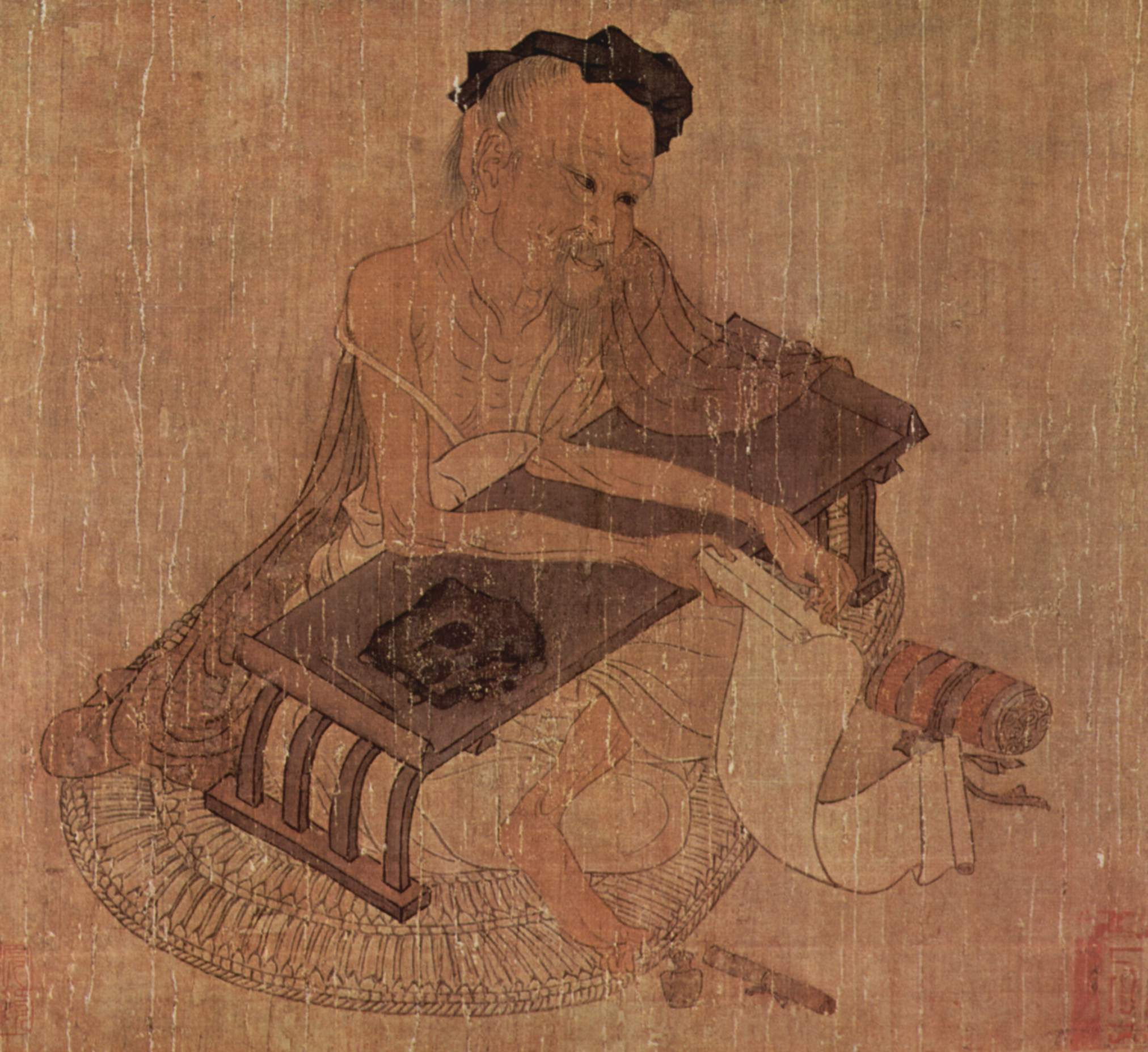
伏生授経図 伝・王維筆（重要文化財）

大阪市立美術品の所蔵品には個人コレクションの寄贈または購入によるものが多い。市による購入の他、主に大阪市民などのコレクターの寄付で8,000点を超える収蔵品が形成されてきた。仏教美術、エトルリアなど地中海文明の美術、充実した中国の絵画や書、日本の江戸期・明治以降の絵画、ほか金工・漆工・陶磁など貴重な工芸品を数多く有する東洋美術の宝庫である。
代表的なものに、中国書画の阿部コレクション、中国石仏の山口コレクション、日本の蒔絵、根付、印籠等のカザール・コレクション、日本古美術の田万コレクションなどがある。また、展示品の中には大阪府を中心とした近畿地区の社寺からの寄託品もある。日本の国公立美術館の中でも歴史は古く、美術団体展や大規模企画展の貸し会場となるだけではなくコレクションを持ち常設展示をする意向が当初からあった。

### 重要文化財
- 絹本著色伏生授経図 1巻 伝王維 宋時代（唐画の模本か）（阿部コレクション）
- 紙本墨画明妃出塞図（めいひしゅっさいず）宮素然筆 中国・金時代（阿部コレクション）
- 絹本淡彩盤谷図 董其昌筆 明時代（阿部コレクション）
- 紙本金地著色四季花鳥図 狩野宗秀筆 六曲一双[7]
- 尾形光琳関係資料 一括 小西家伝来（明細は後出）
- 絹本著色潮干狩図 葛飾北斎筆
- 絹本著色木村蒹葭堂像 谷文晁筆（大阪府所有）
- 堀河中納言家歌合・一条大納言家歌合
- 米芾（べいふつ）草書四帖 宋時代
- 蘇軾（そしょく）書李白仙詩巻 宋時代（阿部コレクション）
- 天明極楽律寺尾垂釜 文和元年（1352年）銘
- 萩薄扇面双雀鏡（田万コレクション）
- 松喰鶴鏡（田万コレクション）
- 銅湯瓶（田万コレクション）
- 大和国横井廃寺址出土品（田万コレクション） - 金銅菩薩立像一、山雲双鸞鏡一、銅銭八、銅鋺残闕一箇分、刀装具残片若干等

以上の重要文化財は大阪市・大阪府所有物件のみ。他に寺院、神社などからの寄託品が多数ある。
典拠：2000年までの指定物件については『国宝・重要文化財大全 別巻』（所有者別総合目録・名称総索引・統計資料）（毎日新聞社、2000）による。

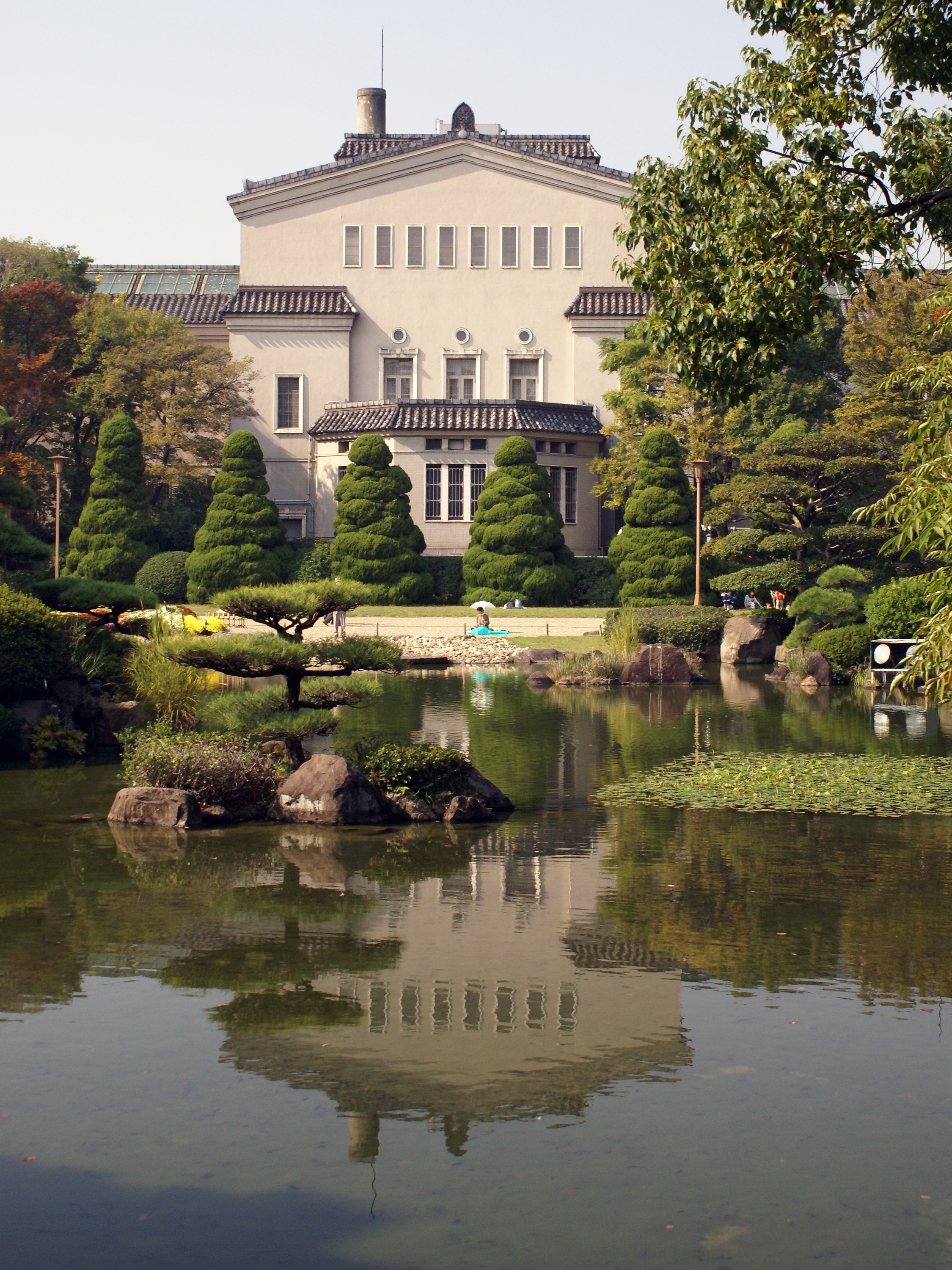
慶沢園から望む館

### 尾形光琳関係資料（重要文化財）の明細
- 紙本墨画図案小品集（18図）1帖
- 紙本墨画円形図案集（33図）1帖
- 紙本墨画衣裳図案集 3冊
- 紙本墨画及淡彩画稿類 4幅9巻
  - 桜花山水図、唐美人図、業平東下り図、松鶴図、大黒天及人物図（6図）、歌仙図（6図）、花卉図（7図）、人物花卉図等、人麿図、表梅花裏人物図、達磨図、鶴及虎図（3図）、梅蒔絵箱図案
- 自筆書状及文書（4通）3巻
- 装束付百二十番 1冊
- 諸能仕様覚書 1冊
- 花伝抄 1冊
- 尾形宗謙書状等（14通）1巻
- 尾形宗謙書状（2通）1巻
- 尾形宗謙譲状（3通）1巻
- 和歌 尾形宗謙筆（3首、草花下絵）1巻
- 詩歌 尾形宗謙筆 1巻
- 尾形藤三郎文書（2通）1巻
- 尾形乾山書状（5通）2巻
- 尾形家・小西家文書（6通）1巻
- 小西家文書 7通
- 附：俳句井に日月図 1巻
- 附：扇子 1握

### その他の主な収蔵品
- 石造如来坐像 天安元年（466年）銘（北魏時代）（山口コレクション）
- 池大雅『竹林書屋図』（江戸時代）
- 岸駒『牡丹孔雀図』（1785年）
- 岡田米山人『紫霊蒼龍図』（1817年）
- 村山槐多『自画像』（1918年）
- 島成園『伽羅の香』（1920年）
- 佐伯祐三『パリの教会』（1924年）、『パリの裏街』（1924年）
- 赤松麟作『琵琶湖』（1929年）
- 鍋井克之『刈田の雨』（1933年）
- 児玉希望『枯野』（1936年）
- 橋本関雪『唐犬』（1936年）
- 鳥海青児『北京天壇』（1941年）
- 上村松園『晩秋』（1943年）
- 北野恒富『星』（1939年）

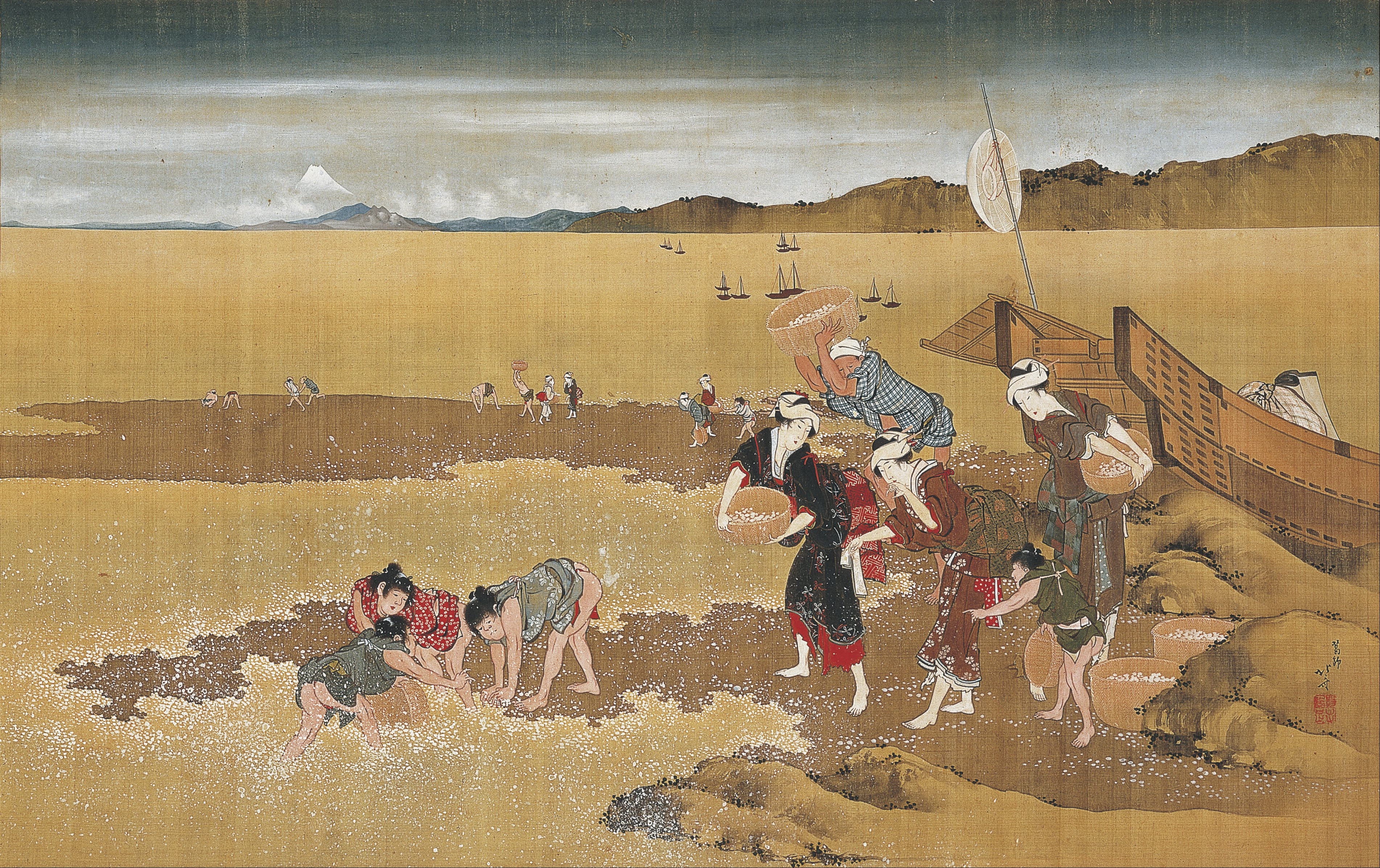
葛飾北斎 潮干狩図（重要文化財）
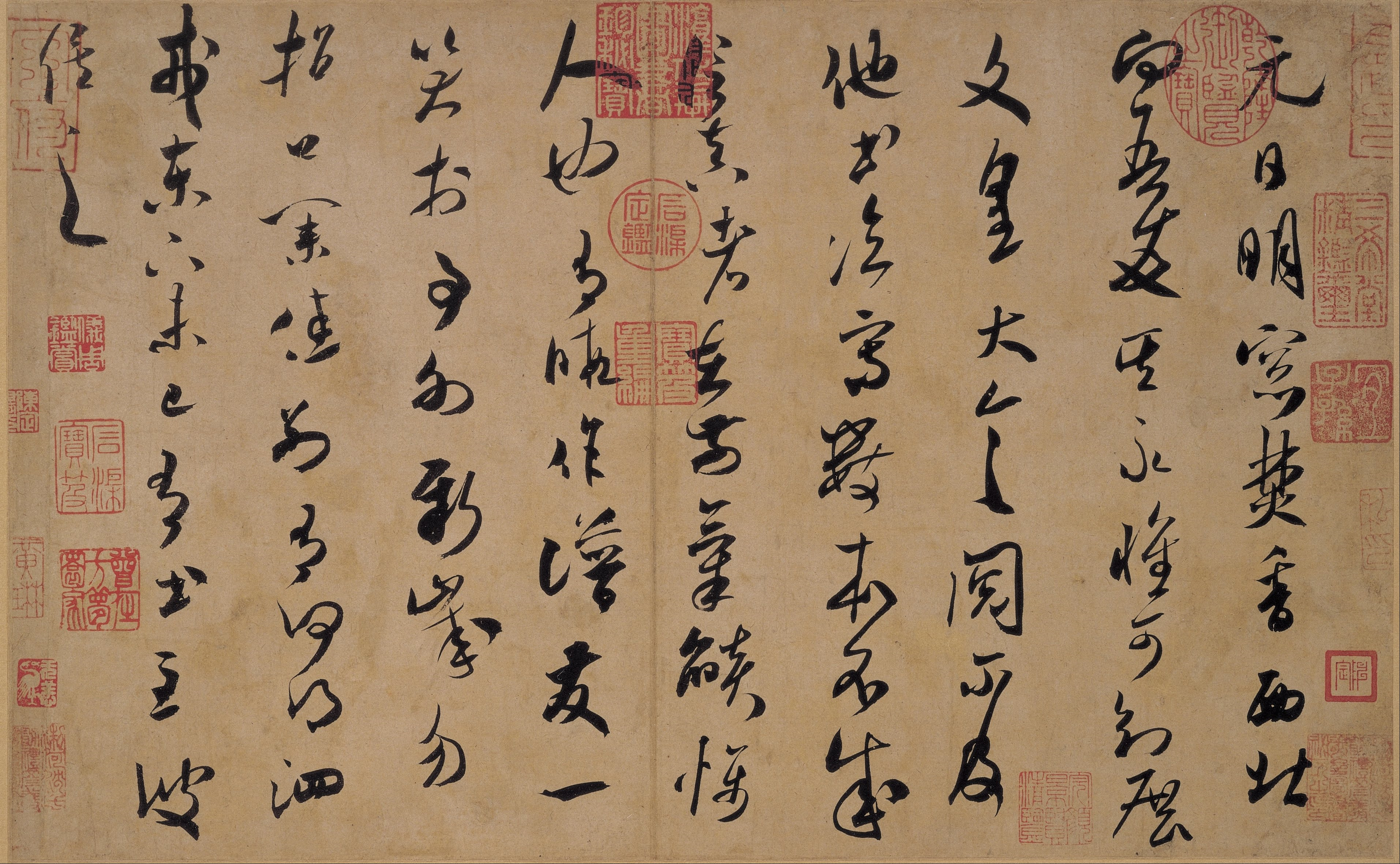
米芾 元日帖（重要文化財）
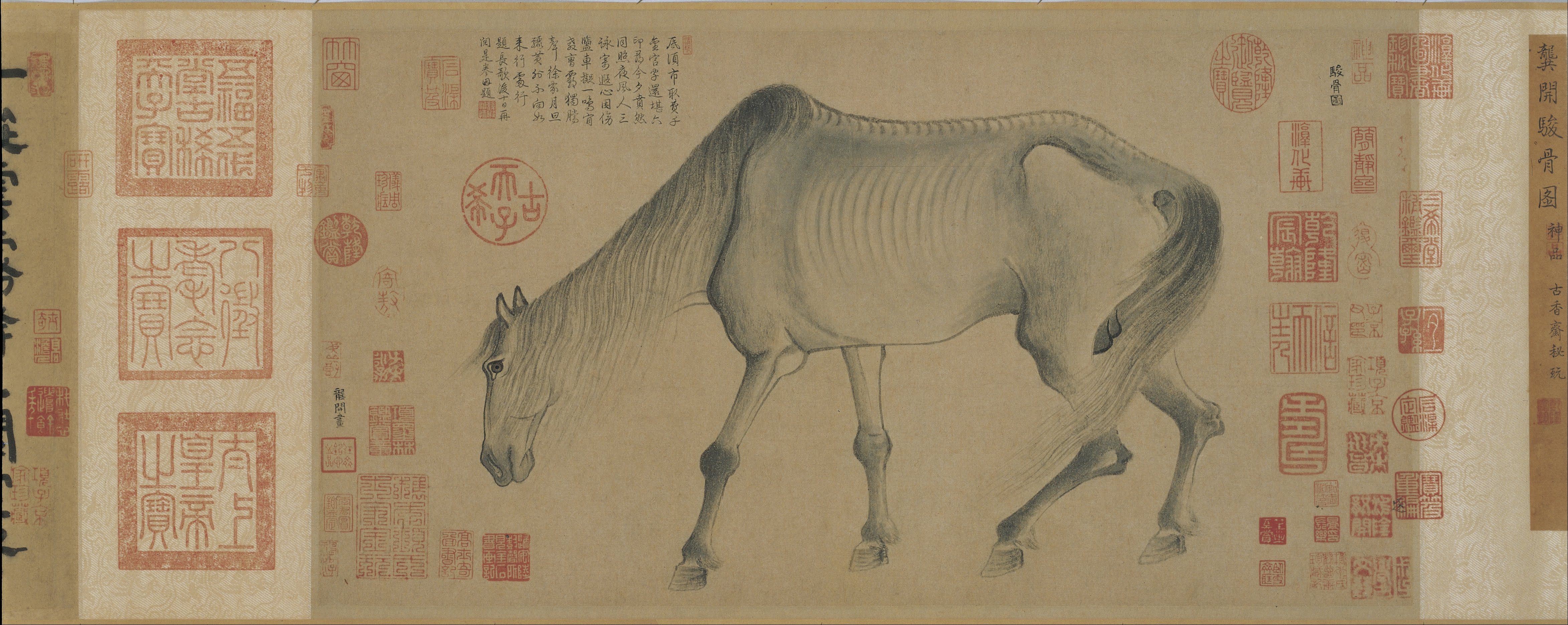
龔開 駿骨図 元時代
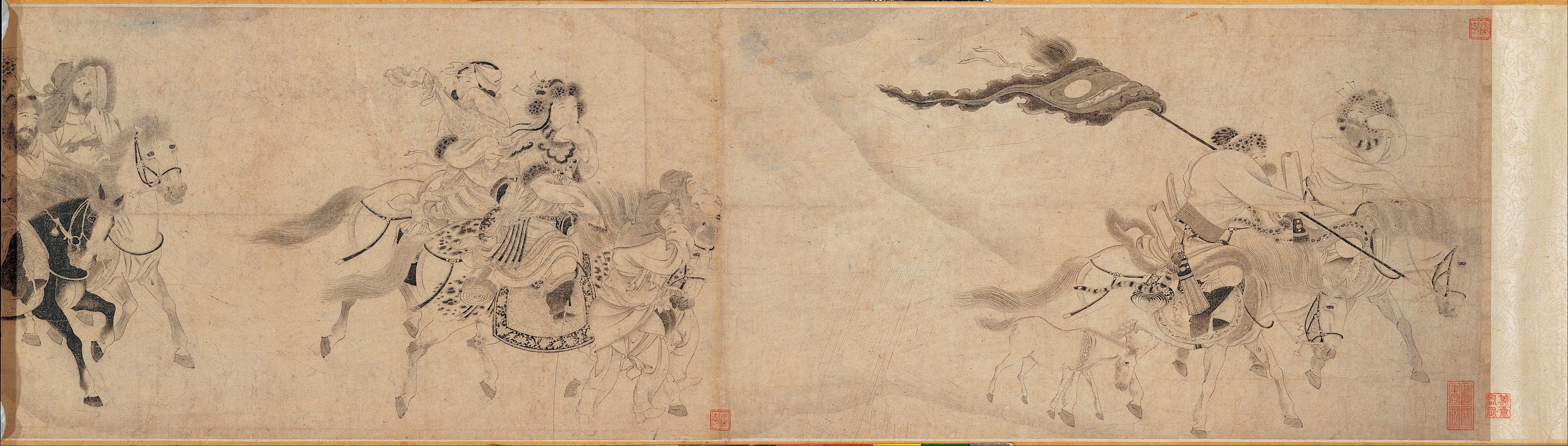
宮素然 明妃出塞図 金時代（重要文化財）
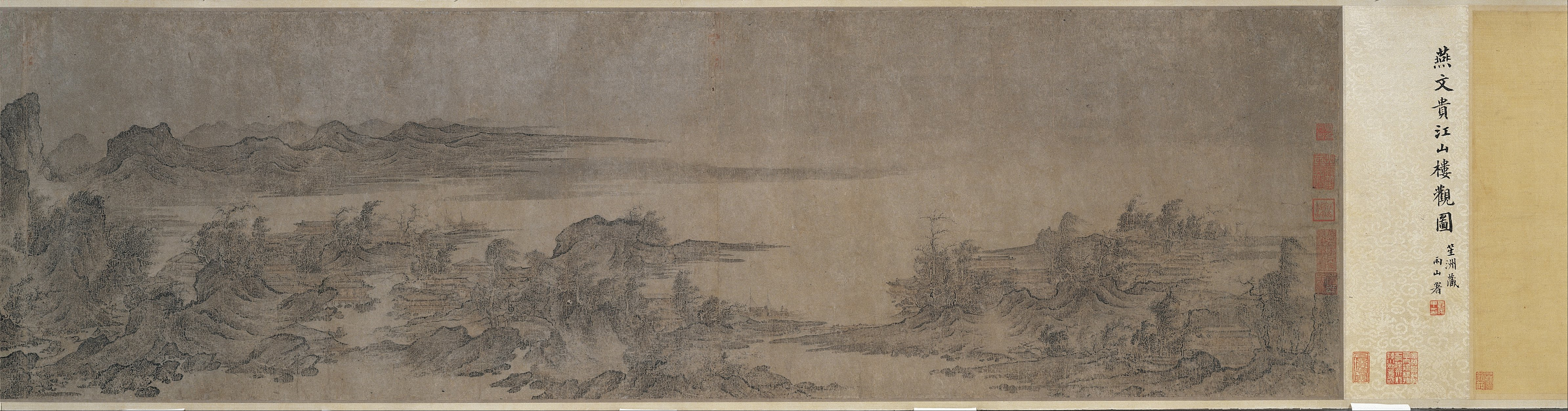
燕文貴 江山楼観図 北宋
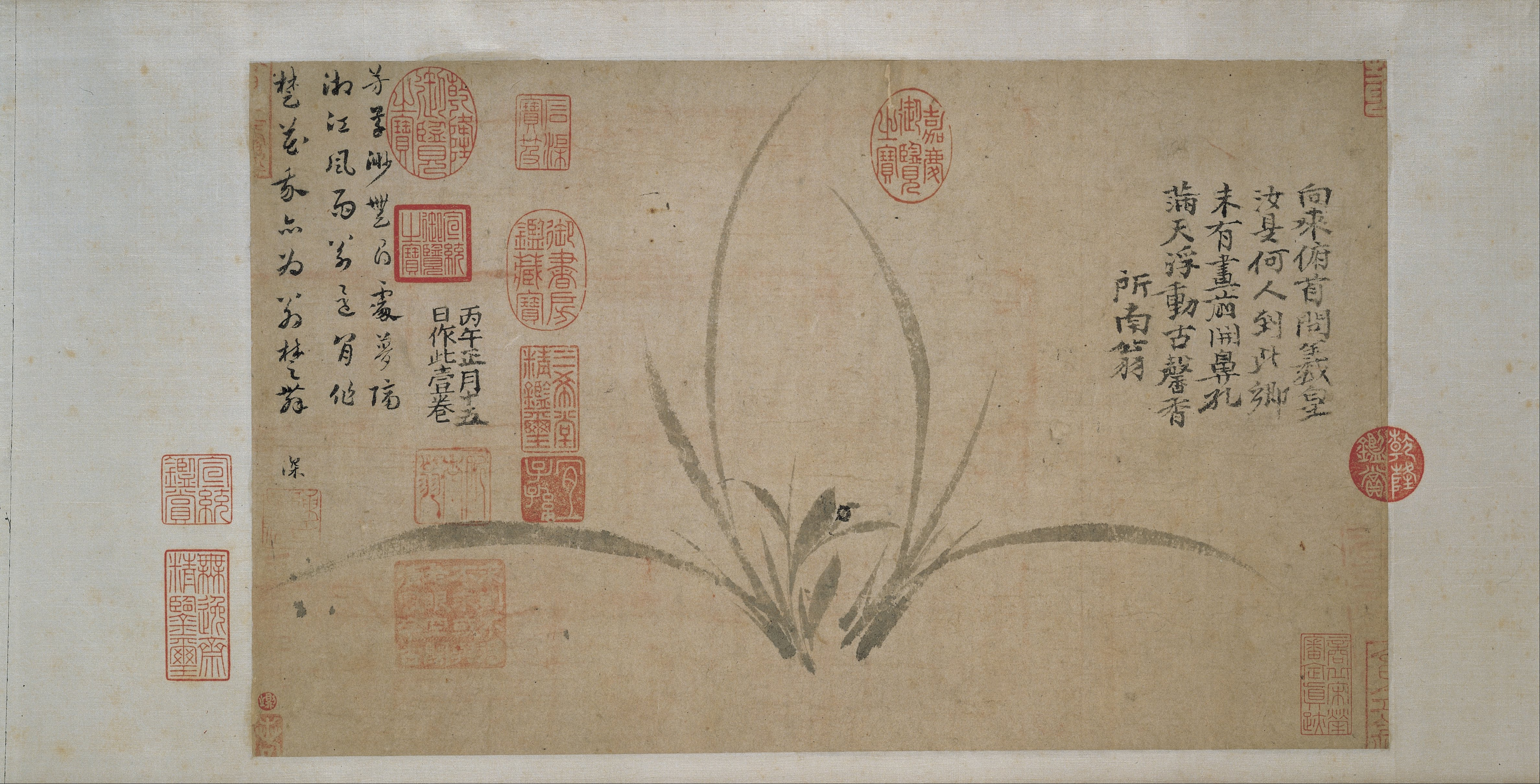
鄭思肖 蘭図 元時代1306年

## 催事
大阪市立美術館で開催される公募展（巡回展）
- 日展 - 2月
- 国展 - 6月
- 全関西美術展 - 7月
- 二科展 - 10月

## 交通
- JR大阪環状線・関西本線・阪和線天王寺駅 徒歩5分
- 地下鉄御堂筋線・谷町線天王寺駅 徒歩5分
- 近鉄南大阪線 大阪阿部野橋駅 徒歩5分
- 阪堺電気軌道上町線天王寺駅前駅 徒歩5分

## 市立近代美術館計画
- 詳細は大阪中之島美術館#沿革を参照。

大阪市は、大阪市立美術館にある古代美術・東洋美術コレクションのほかに、19世紀以降の近代美術・現代美術のコレクションも形成している。佐伯祐三の絵を多数蒐集したコレクターで、実業家（山発産業）山本發次郎の遺族から、佐伯の作品を一括して寄贈されたことがきっかけとなり、1988年、市制100年を記念して大阪市立近代美術館建設計画が発表され、以後コレクションの形成が進んできた。
その後、市が財政難に陥り建設費が捻出できず、計画は凍結状態となった。2004年（平成16年）からは長堀通沿いの出光美術館跡のスペースを、「大阪市立近代美術館（仮称）心斎橋展示室」という名称で使用し所蔵品の展示を行った（2012年まで）。
2013年、大阪市の戦略会議が中之島への新たな美術館の建設を決定した。その中で天王寺の市立美術館を中之島の新美術館に統合して、古代から現代までを扱う総合美術館とすることも検討されたが、後に美術館の統合は行わず経営のみを統合することとなった。2016年に建築設計競技を実施し、2017年、遠藤克彦建築研究所の設計案が最優秀となり、設計と建設を開始した。館名は「大阪中之島美術館」と決まり、2022年2月2日に開館した。

## 耐震補強と設備更新
2022年（令和4年）10月から2024年度（令和6年度）までの予定で休館し、電気・衛生・空調設備等の全面更新、外壁等の経年劣化改修、バリアフリー向上（エレベーターの大型化など）、美術品収蔵庫の増設、展示環境の改善などが行われる。